# 摩根縣 (俄亥俄州)
摩根县（英語：Morgan County）是美國俄亥俄州東南部的一個縣。面積1,093平方公里。根據美國2000年人口普查，共有人口14,897人。縣治麥康奈爾斯維爾（McConnelsville）。
成立於1817年12月29日。縣名紀念美國獨立戰爭軍官丹尼爾·摩根。